# Квинт Смирнский
Квинт Сми́рнский (др.-греч. Κόϊντος Σμυρναῖος, лат. Quintus Smyrnaeus; Квинт Калабрийский, лат. Quintus Calaber) — древнегреческий поэт позднейшей эпохи (вероятно, IV века). «Калабрийским» Квинт называется потому, что одна из рукописей его произведения найдена в Калабрии в XV веке.
Автор эпоса «После Гомера» (лат. Posthomerica, др.-греч. «Τὰ μετὰ τὸν Ὅμηρον», «Τὰ μεθ᾽ Ὅμηρον») в 14 книгах, содержащего в себе в виде продолжения «Илиады» историю Троянской войны от падения Гектора до возвращения греков. Не выдерживая сравнения с гомеровским эпосом, поэма Квинта для своего времени представляет выдающееся явление. Его источниками служили киклики, особенно «Эфиопида» Арктина, «Малая Илиада» Лесха и др.

## Литература

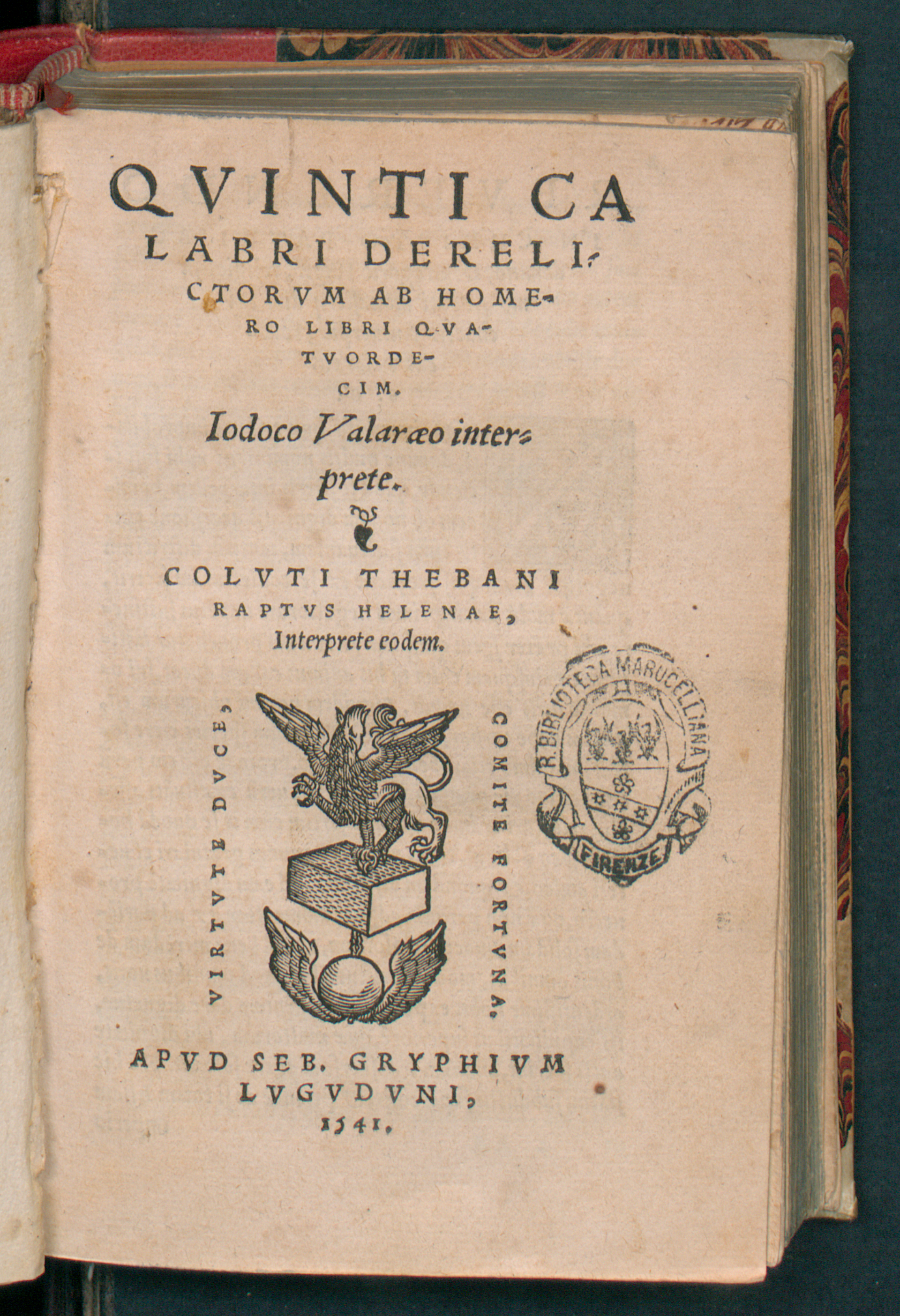
Posthomerica, 1541

### Тексты и переводы
- Lehrs’a (вместе с Гесиодом). P., 1840.
- Quinti Smyrnaei Posthomericorum libri XIV / Recensuit, prolegomenis et adnotatione critica instruxit Arminius Koechly. Leipzig: Weidmannos, 1850. (Также 1853, имя издателя Armin H. Köchly).
- В серии «Loeb classical library» издана под № 19: см. Греческий текст и английский перевод Уэя (1913)
- Quintus of Smirna. The Trojan Epic. Posthomerica. Translated by Alan James. The Johns Hopkins University Press, 2004. 365 p.
- В серии «Collection Budé» поэма издана Архивная копия от 7 апреля 2015 на Wayback Machine в 3 томах: Quintus de Smyrne. La Suite d’Homère. Texte établi et traduit par Fr. Vian.
- Отрывки в рус. пер. М. Е. Грабарь-Пассек в кн.: Памятники поздней античной поэзии и прозы. / Отв. ред. М. Е. Грабарь-Пассек. М.: Наука. 1964. С. 40-55.
- Квинт Смирнский. После Гомера = Κοΐντου τὰ μεθ' Ὅμηρον / Пер. с др.греч. яз. А. П. Большакова. — М. : Ун-т Дмитрия Пожарского: Русский фонд содействия образованию и науке, 2016. — 320 с. — (Aristeas. Philologia classica et historia antiqua. Supplementa. Volumen VII). — 1000 экз. — ISBN 978-5-91244-158-5. — OCLC 959891941.